# Biserica „Sfântul Ioan Botezătorul” din Sadîc
Biserica „Sf. Ioan Botezătorul” este o biserică amplasată în Sadîc, raionul Cantemir, Republica Moldova. Este un monument arhitectural de importanță națională inclus în Registrul monumentelor Republicii Moldova ocrotite de stat cu nr. 247 (raionul Comrat). Datează din sec. XIX.